# Município de Miami (condado de Logan, Ohio)
O município de Miami (em inglês: Miami Township) é um município localizado no condado de Logan no estado estadounidense de Ohio. No ano de 2010 tinha uma população de 2.349 habitantes e uma densidade populacional de 39,24 pessoas por km².

## Geografia
O município de Miami encontra-se localizado nas coordenadas 40° 17′ 40″ N, 83° 56′ 33″ O. Segundo o Departamento do Censo dos Estados Unidos, o município tem uma superfície total de 59.86 km², da qual 59.74 km² correspondem a terra firme e (0.21%) 0.12 km² é água.

## Demografia
Segundo o censo de 2010, tinha 2.349 habitantes residindo no município de Miami. A densidade populacional era de 39,24 hab./km². Dos 2.349 habitantes, o município de Miami estava composto pelo 97.32% brancos, o 0.64% eram afroamericanos, o 0.3% eram amerindios, o 0.17% eram asiáticos, o 0.09% eram insulares do Pacífico, o 0.21% eram de outras raças e o 1.28% pertenciam a dois ou mais raças. Do total da população o 0.43% eram hispanos ou latinos de qualquer raça.